# 始業遅延
始業遅延（しぎょうちえん）とは、学校に通う生徒の始業時間を遅らせることで、睡眠不足の解消を図り、成績向上や、身体的・精神的な悪影響を取り除こうとする考えである。

## 歴史
1990年代に、ミネソタ大学では同州ミネアポリスの2つの学校で、始業時間が7時20分からそれぞれ8時30分と8時40分に移した際の生徒に追跡研究を行なった。その結果、様々な指標がよくなったことが明らかになった。この後５年間のフォローアップ研究で、その効果が持続することが確認された。
以下に述べるような研究は、その多くが1990年以降に取られたデータである。
2011年に保健専門家、睡眠科学者、教育者、両親、学生、およびその他の関係市民が睡眠と就業時間の関係についての一般の意識を高め、学校を確実にスタートさせるための非営利団体、Start School Laterを立ち上げた。
世界各地で進む研究の蓄積から、2014年に、米国小児科学会は始業時刻を遅らせるように声明を出した。
2018年8月には、カリフォルニア州議会で、午前8時半より早く始業時刻を設定することを禁止する法案が上下院を通過した。

## 睡眠不足の問題
推奨される睡眠時間については、学者の間でも様々な意見がある問題である。
その中で、アメリカ睡眠学会の専門家13人が、864の論文に基づき決定したところによると、6歳から12歳にかけては9 - 12時間の睡眠が、13歳から18歳にかけては、8時間 - 10時間の睡眠が必要とされる。この見解についてはアメリカ小児科学会も賛成を表明している。
思春期における睡眠不足による負の影響について調べたものには、以下の研究が挙げられる。
アメリカの中高のアスリートを対象にした研究では、 8時間未満の睡眠で、怪我が40%上昇した。また中国山東省で行われた別の研究によれば、睡眠が8時間未満の生徒では、そうでない生徒に比べ、 自殺企図が約3倍になる。また、ロードアイランド州の高校生を対象にした研究からは、睡眠不足は日中の眠気や抑鬱気分を増加させることがわかっている。また、メタ分析によるレビューでは、日中の眠気・睡眠不足は、学業成績と負の相関を持っていることが明らかになった。

## 睡眠不足の解決策

### 睡眠教育
睡眠の問題を解消するための施策として、睡眠教育（眠育）が行われている自治体がある。香港の研究では、睡眠教育は知識向上に効果があり、エナジードリンクの消費も抑えられたことが分かった。しかし、同研究では実際に睡眠時間は変わっていない。睡眠教育を行っても、平日の睡眠時間は増加しなかった研究もニュージーランドで報告されており、睡眠教育の実効性には疑問符がつく。

### 始業遅延
思春期にはそもそも生物学的に夜型になる傾向にあると指摘する研究者も多い。生活習慣に関係なく思春期のクロノタイプは自然と夜型化することに根本的に対処したものが、学校の始業時刻を後ろに遅らせる「始業遅延」である。
実際に、香港の中高生を対象に始業時刻を遅らせた近年の研究では、次のような結果が出ている。始業時刻を15分遅らせたところ、平日の睡眠時間は増加していないが、睡眠に満足する者は増加し、寝落ち・遅刻の減少、寝つきの改善といった効果が有意に見られ、これらの効果は上述の思春期の生活リズムにより近いためだと考えられる。
シアトルの高校でも登校時刻を1時間遅らせたところ、生徒の睡眠時間が平均34分長くなり、成績は4.5％上昇したことがわかっている。
また、シンガポールにおける最近の研究では、始業時刻を遅らせた直後から継続して学業での成績が向上した。

## 日本における始業時刻の問題
日本の学生の睡眠時間は足りていないとされる。特に学業などで多忙となる高校生においては深刻とされる。実際に、片岡(2014)では、日本の高校生の約9割が、8時間睡眠を取れていないとしている。ベネッセ教育総合研究所(2009)によれば、高校生の睡眠時間の平均は6時間13分と、推奨睡眠時間に2時間近く足りない。また、高校生の約10人に9人が居眠り経験があると回答している調査も存在する。
日本では大半の学校で始業時刻は8時台だが、福岡県など九州地方では早朝の課外授業が7時台から実施され（朝課外）、教員から参加を強制される事態となっており、問題となっている。また、運動部では6時台や7時台から朝練を実施していることも多い。
こうした睡眠不足の問題は文部科学省も認識しているが、早寝早起きによる解決を図っている。また、医師の中でも早寝早起きを推奨する意見がある。
また、スマホの普及による生活習慣の乱れも問題になっているが、これに対する指導は効果があるとされ、中には「月10日欠席だったが皆勤になった」生徒もいる。
一方で、生活指導では根本的な解決にならず、制度的な解決が求められるとの意見も見られる。始業遅延の実例はまだ日本に存在していないが、東京大学の研究チームが成績や健康への影響についての調査を始めている。